# Ward Hunt Island
Ward Hunt Island ist eine kleine Insel nördlich von Ellesmere Island in der kanadischen Arktis und gehört wie jene zu den Königin-Elisabeth-Inseln. Administrativ gehört die Insel zur Region Qikiqtaaluk des Territoriums Nunavut. Die Insel ist Teil des Quttinirpaaq-Nationalparks.

## Lage und Klima

Legende zur Geomorphologischen Karte im Maßstab 1:12.500

Ward Hunt Island liegt eingebettet in das Ward-Hunt-Schelfeis rund 5 km nördlich von Ellesmere Island in der Mündung des Disraeli-Fjords in den Arktischen Ozean. Die Nordküste der Insel liegt bei 83° 5′ 53″ N, 74° 14′ 0″ W. Damit ist die Insel eine der nördlichsten Landmassen Kanadas. Nur die Nordküste der Arthur Laing Peninsula um Kap Columbia liegt über eine Länge von rund 17 km weiter nördlich.
An der Nordküste befindet sich ein Landeplatz für Twin-Otter-Maschinen. In der Nähe sind einige Schutzhütten der ehemaligen Station Ward Hunt Island Camp, die von Parks Canada betreut werden.

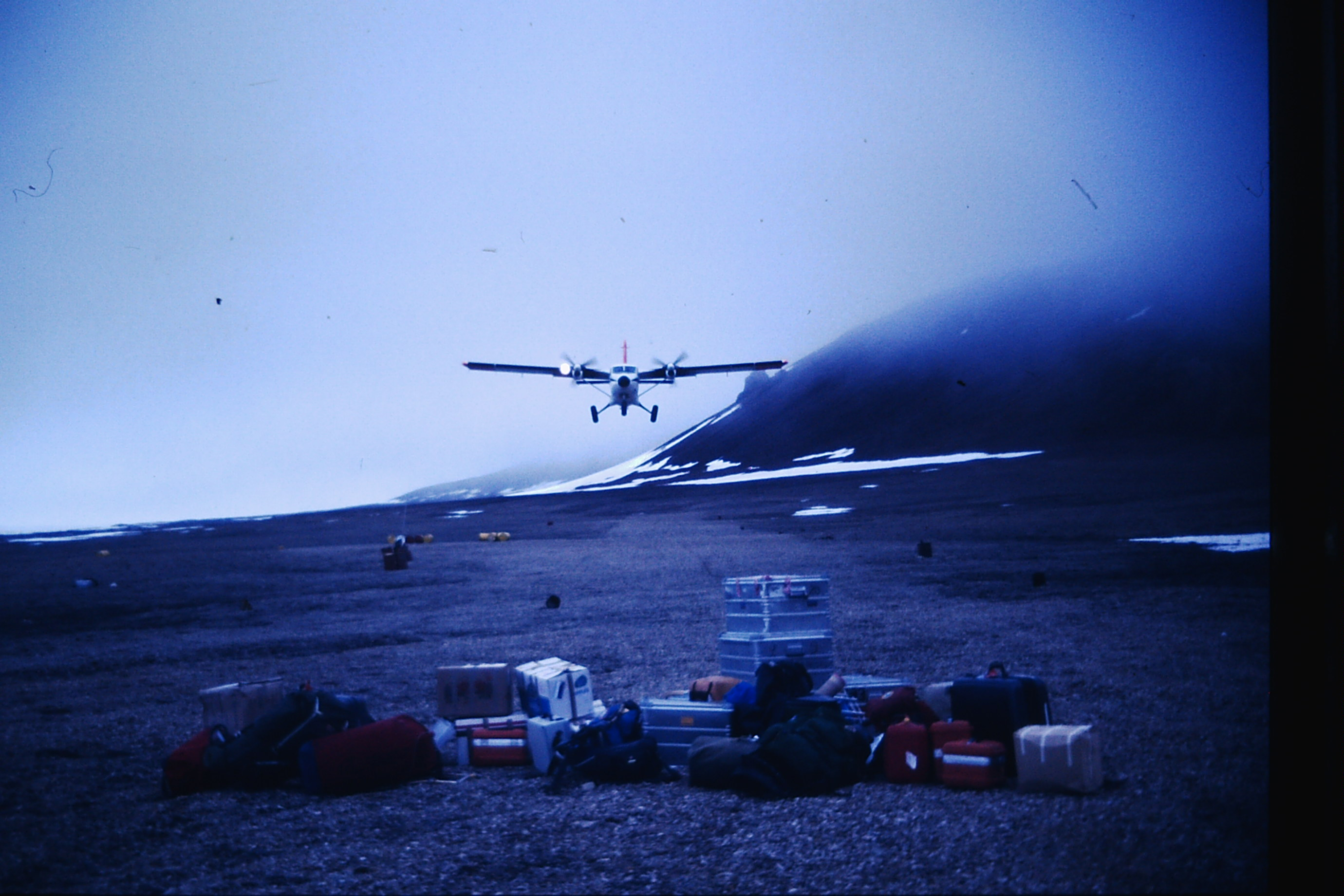
Twin Otter started auf Airstrip

Seit 1998 existiert an der Nordküste auch eine moderne Forschungsstation des Zentrums für Nordische Studien (CEN) der Universität Laval, Quebec mit einer ganzjährig messenden, automatischen Klimastation. Das CEN-Basislager besitzt neben den Unterkünften auch ein kleines Labor für die während der drei Sommermonate durchgeführten multidisziplinären Geländearbeiten. Die gewonnenen Daten über Klima, Flora und Fauna umfassen einen Zeitraum von mehr als 20 Jahren und sind seit Beginn der Messungen zugänglich.
Die Jahresdurchschnittstemperatur an der küstennahen Forschungsstation (5 m über dem Meeresspiegel) beträgt  −16,7 °C, das Julimittel −1 °C, das Februarmittel −33 °C. Die in diesem Extremklima schwierig zu messende Jahres-Niederschlagssumme liegt bei 150 mm (Wasseräquivalent). Die Vegetation auf Ward Hunt Island besteht aus einer artenarmen, spärlichen Tundra.

## Topographie und Geomorphologie
Die Insel ist ca. 5 km lang, 3 km breit und nicht vergletschert. Einige kleine perennierende Schneeflecken sind durch Treibschnee verursacht. Die Insel erreicht im Walker Hill im Westen eine Höhe von 439 m, der Ostteil der Insel ist durch eine niedrigere, unbenannte Erhebung von 243 m gekennzeichnet.

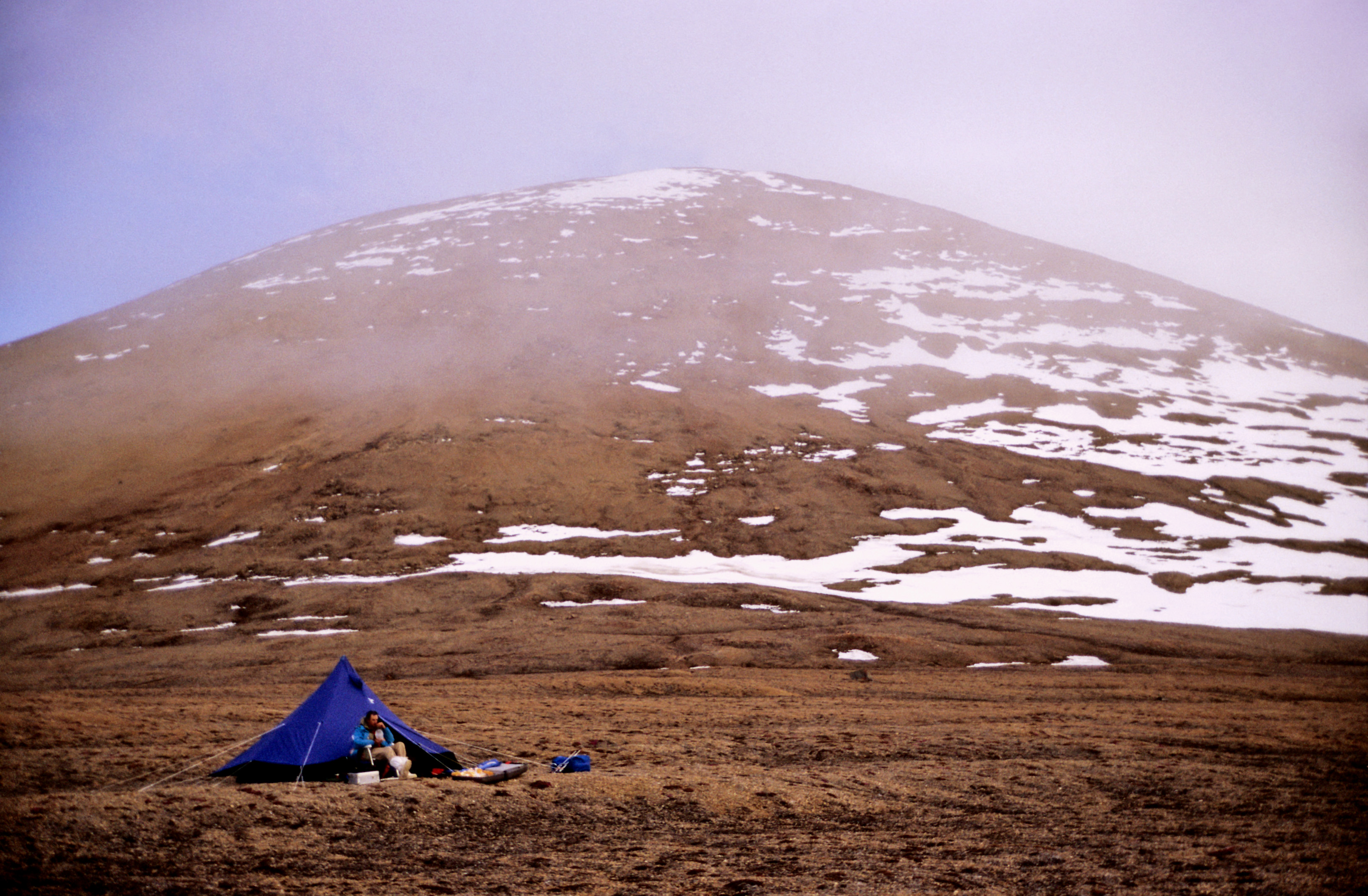
Walker Hill (439 m ü. d. M.) auf Ward Hunt Island

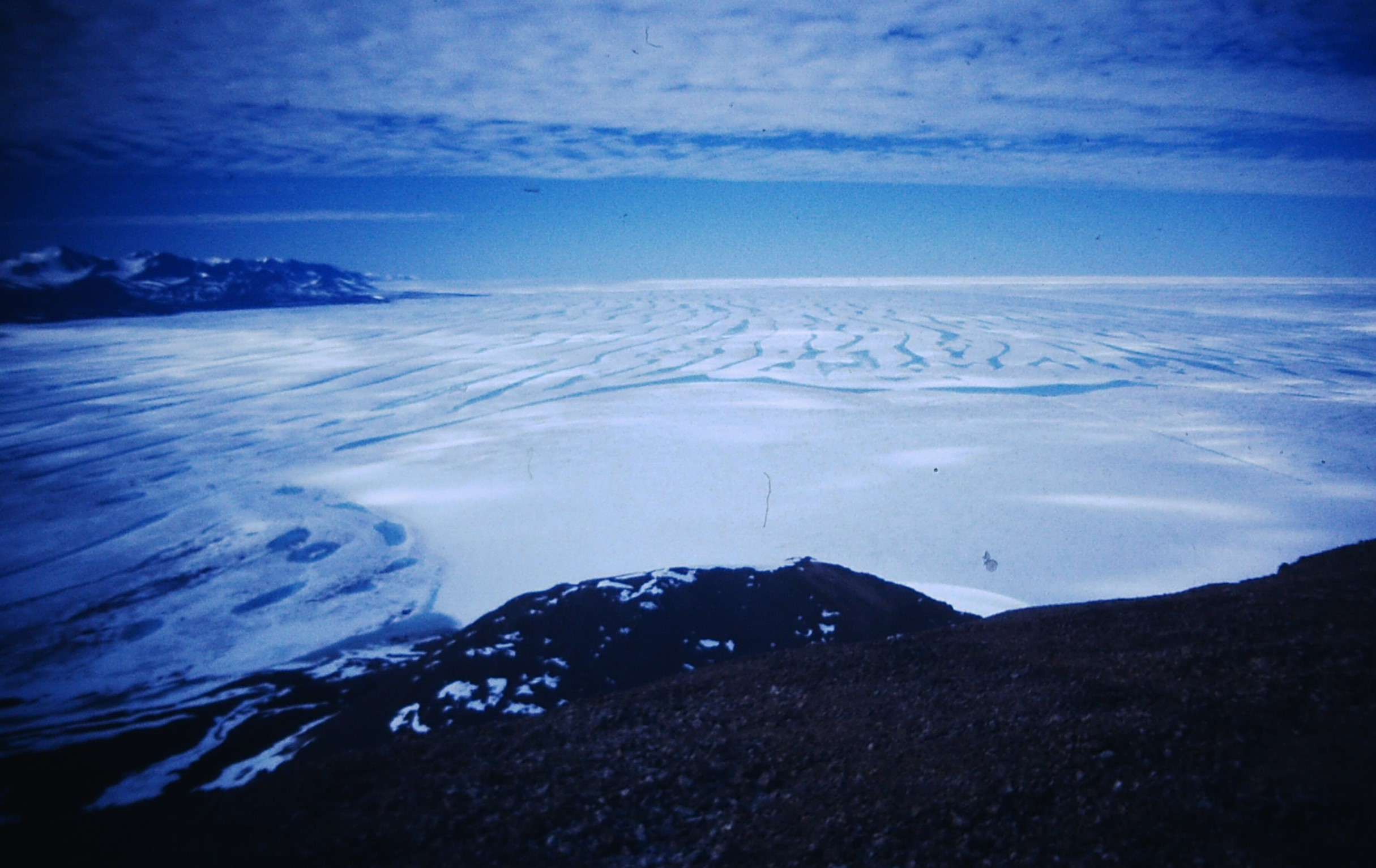
Der Ward Hunt Ice-Shelf im Jahr 1988, Blick nach Westen mit der Küste von Nord-Ellesmere Island im Hintergrund links

Eine Expedition mit Geodäten aus Karlsruhe und Geomorphologen der Justus-Liebig-Universität Gießen führte im Sommer 1988 erstmals eine genaue Vermessung der Insel und Kartierung der hier vorkommenden, hocharktischen Periglazialformen durch. Die Vermessungsarbeiten auf Ward Hunt Island ermöglichten die Herstellung einer Topografischen Karte im Maßstab 1:25.000.
Die geomorphologischen Geländekartierungen durch Rainer Lehmann ermöglichten zudem beispielhaft die Erstellung einer großmaßstäbigen Geomorphologischen Karte (GMK) im Maßstab 1:12.500, welche die typischen Formen und Prozesse in diesem extremen Klima zeigt.
An den Hängen der Insel ist Solifluktion mit häufigen Solifluktionsloben vorherrschend. Nivation geht von Schneeflecken aus und bildet Nivationsnischen und Loben. An den Küsten werden gehobene Strandterrassen von Solifluktionsloben durchbrochen. Frostmusterböden haben sich insbesondere auf den Kuppen gebildet. Der Permafrostboden besitzt in diesem extremen Klima eine Mächtigkeit von mehreren 100 Metern, die sommerliche Austauschicht beträgt jedoch nur 20 bis 40 cm. Der geologische Untergrund wird von Kalkstein im Nordteil der Insel und von Magmatiten und Metamorphiten sowie Schiefer im südlichen Teil aufgebaut.

## Geschichte
Die Insel wurde 1876 von Pelham Aldrich, einem Teilnehmer der britischen Arktisexpedition von 1875 bis 1876 unter George Nares und späteren Admiral der Royal Navy, entdeckt und nach dem britischen Staatsmann George Ward Hunt benannt. Im Rahmen des Internationalen Geophysikalischen Jahres (1957–1958) wurde auf Ward Hunt Island eine Wetterstation betrieben. 1959 errichtete das kanadische Defense Research Board (CDRB) auf der Insel eine Forschungsstation, die bis Ende der 1960er Jahre in Betrieb blieb. Wegen Lage war die Insel auch Ausgangspunkt zahlreicher Expeditionen zum Nordpol (rund 770 km), beispielsweise der von Ralph Plaisted (1927–2008) 1968.

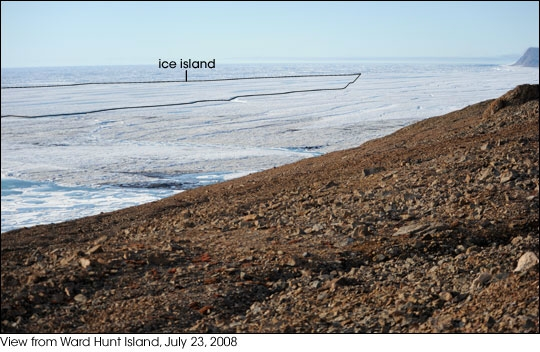
Nordküste mit Blick zur „Eisinsel“

2002 und erneut 2008 brachen Teile des Ward-Hunt-Schelfeises in der Nähe der Insel ab. Ein Teil des Schelfeises setzte sich als sogenannte „Eisinsel“ vor der Nordküste von Ward Hunt Island fest. Dieser kurzzeitig stationäre, da auf Grund gelaufene Eisberg mit einer Flächenausdehnung von 35,9 km² wird auf einigen Karten irreführend wie Festland dargestellt. Er reicht mit seiner Nordspitze bei 83° 8′ 12″ N, 74° 6′ 49″ W zwar weiter nach Norden als Kap Columbia (83° 6′ 41″ N, 69° 57′ 30″ W), ist aber kein Festland.